# Isis Casalduc
Isis Marie Casalduc Gonzalez (Utuado, 3 aprile 1981) è una modella portoricana, eletta Miss Porto Rico 2002.
Ha in seguito rappresentato Porto Rico a Miss Universo 2002, che si è tenuto il 29 maggio 2002 a San Juan, Porto Rico. Pur non riuscendo ad entrare nella rosa delle quindici finaliste del concorso di bellezza, la Casalduc ha vinto la fascia di Miss Photogenic ed è arrivata seconda per il titolo di Best National Costume. Al momento dell'elezione, Isis Casalduc era una studentessa presso l'università di Porto Rico.